# Савчин
Савчин — село в Україні, в Шептицькому районі Львівської області. Населення становить 635 осіб.

## Географія
Знаходиться на півночі Львівської області. Найближче велике місто Шептицький розташоване на південному сході на відстані 12 км. Відстань до обласного центру становить 86 км. Біля села проходить автомагістраль Львів — Ковель. Найближча залізнична станція знаходиться на сході, відстань до неї 5 км (ст. Сокаль), яка розташована в с-ще. Жвирка.
Село розташоване на відстані 8 км від кордону з Польщею. Воно належить до прикордонних територій.
Межує з селами: Бояничі — на півночі, Гута — на сході, Борятин — на півдні та південному сході, Опільсько — на північному сході, с-ще. Жвирка — на сході.
Площа села 1235 га: під забудовою — 160 га, орна земля — 700 га, пасовища — 124 га.

## Історія
Власником села був руський воєвода Станіслав Жолкевський, може, польний коронний писар Анджей Сєраковський..
У 1889 році село входило до Сокальського повіту Королівства Галичини і Володимирії, було 74 будинки і 496 мешканців у селі та 10 будинків і 48 жителів у фільварку (423 греко-католики, 38 юдеїв, 83 римо-католики; 367 українців, 173 поляки, 4 німці).
Після окупації поляками ЗУНРу Савчин був сільською ґміною Сокальського повіту Львівського воєводства Польської республіки, а після укрупнення ґмін 1 серпня 1934 року — входив до ґміни Хоробрув того ж повіту.
На 01.01.1939 в селі проживало 710 мешканців, з них 595 українців-грекокатоликів, 70 українців-римокатоликів, 10 поляків, 30 польських колоністів міжвоєнного періоду, 5 євреїв. 27 вересня 1939 р. відповідно до Пакту Молотова — Ріббентропа село було зайняте радянськими військами, але Договором про дружбу та кордон між СРСР та Німеччиною Сталін обміняв Закерзоння на Литву і до 12 жовтня радянські війська відійшли за Буг і Солокію та передали село німцям (включене до Крайсгауптманшафту Грубешів Дистрикту Люблін Генеральної губернії), в липні 1944 р. радянські війська повторно зайняли село, та в жовтні того ж року віддали Польщі, з умовою вивезення українців до СРСР.
6-15 липня 1947 року під час операції «Вісла» польська армія виселила з Савчина на щойно приєднані до Польщі північно-західні терени 118 українців. У селі залишилося 7 поляків.
За радянсько-польським обміном територіями 15 лютого 1951 року село передане до УРСР, а частина польського населення переселена до Нижньо-Устрицького району, включеного до складу ПНР.

## Населення
Кількість дворів становить — 190.
На 2008 рік в селі проживає 610 жителів, з них 286 чоловіків та 320 жінок. Чисельність порівняно з минулим роком зменшилася. Природний приріст від'ємний. Кількість померлих переважає над кількістю народжених. Протягом року укладено … шлюбів. В селі проживає 5 багатодітних сімей. За відтворенням населення відповідає першому типу.
Вікова структура. Проживає 46 дітей дошкільного віку, 98 — шкільного, працездатного віку — 286, з них 72 чоловік віком від 16 до 28 років, а також 180 пенсіонерів.

### Мова
Розподіл населення за рідною мовою за даними перепису 2001 року:
| Мова       | Кількість | Відсоток |
| ---------- | --------- | -------- |
| українська | 634       | 99.84%   |
| російська  | 1         | 0.16%    |
| Усього     | 635       | 100%     |

## Віросповідання

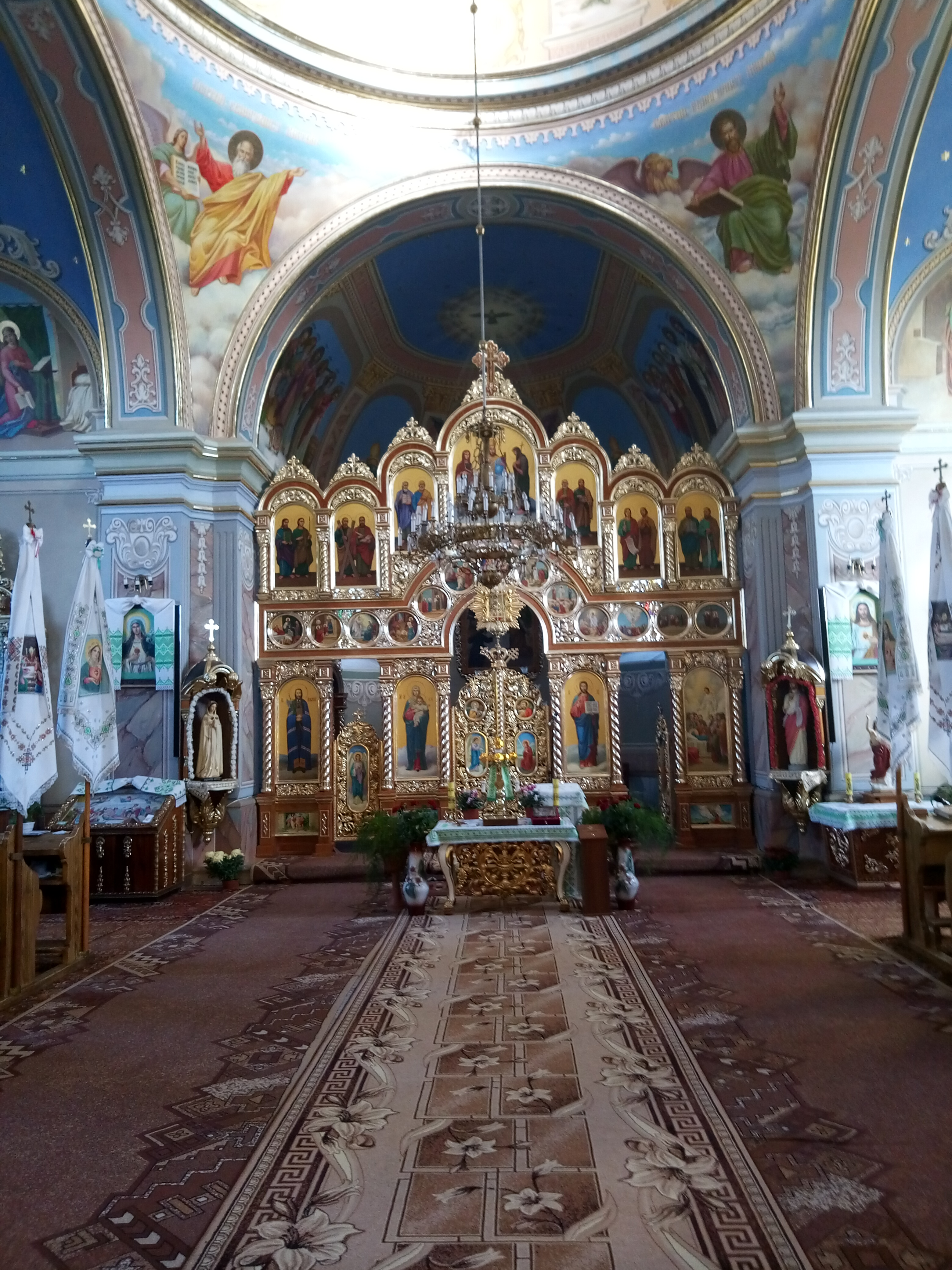

В селі діє греко-католицька церква. До савчинської парафії віноситься ще церкви та парафіяни села Гута.